# Drag Me Down
 (août 2022).
La mise en forme du texte ne suit pas les recommandations de Wikipédia : il faut le « wikifier ».
Les points d'amélioration suivants sont les cas les plus fréquents :
- Les titres sont pré-formatés par le logiciel. Ils ne sont ni en capitales, ni en gras.
- Le texte ne doit pas être écrit en capitales (les noms de famille non plus), ni en gras, ni en italique, ni en « petit »…
- Le gras n'est utilisé que pour surligner le titre de l'article dans l'introduction, une seule fois.
- L'italique est rarement utilisé : mots en langue étrangère, titres d'œuvres, noms de bateaux, etc.
- Les citations ne sont pas en italique mais en corps de texte normal. Elles sont entourées par des guillemets français : « et ».
- Les listes à puces sont à éviter, des paragraphes rédigés étant largement préférés. Les tableaux sont à réserver à la présentation de données structurées (résultats, etc.).
- Les appels de note de bas de page (petits chiffres en exposant, introduits par l'outil «  Source ») sont à placer entre la fin de phrase et le point final[comme ça].
- Les liens internes (vers d'autres articles de Wikipédia) sont à choisir avec parcimonie. Créez des liens vers des articles approfondissant le sujet. Les termes génériques sans rapport avec le sujet sont à éviter, ainsi que les répétitions de liens vers un même terme.
- Les liens externes sont à placer uniquement dans une section « Liens externes », à la fin de l'article. Ces liens sont à choisir avec parcimonie suivant les règles définies. Si un lien sert de source à l'article, son insertion dans le texte est à faire par les notes de bas de page.
- La présentation des références doit suivre les conventions bibliographiques. Il est recommandé d'utiliser les modèles {{Ouvrage}}, {{Chapitre}}, {{Article}}, {{Lien web}} et/ou {{Bibliographie}}. Le mode d'édition visuel peut mettre en forme automatiquement les références.
- Insérer une infobox (cadre d'informations à droite) n'est pas obligatoire pour parachever la mise en page.

Pour une aide détaillée, merci de consulter Aide:Wikification.
Si vous pensez que ces points ont été résolus, vous pouvez retirer ce bandeau et améliorer la mise en forme d'un autre article.
Singles de One Direction
Night Changes
(2014) Perfect
(2015)
Drag Me Down est un single du groupe One Direction sorti le 21 août 2015. Sorti par surprise sur les plateformes de téléchargement légal, il se classe numéro un des ventes en France, au Royaume-Uni et dans de nombreux pays la semaine du 31 juillet au 6 août. 

## Charts
| Chart (2015)                            | Classement le plus élevé |
| --------------------------------------- | ------------------------ |
| Australie (ARIA)                        | 1                        |
| Autriche (Ö3 Austria Top 40)            | 1                        |
| Belgique (Flandre Ultratop 50 Singles)  | 5                        |
| Belgique (Wallonie Ultratop 50 Singles) | 4                        |
| Bulgarie (IFPI)                         | 2                        |
| Canada (Hot 100)                        | 4                        |
| Tchéquie (IFPI Rádio)                   | 1                        |
| Danemark (Tracklisten)                  | 5                        |
| Europe (Hot 100)                        | 1                        |
| Finlande (Suomen virallinen lista)      | 3                        |
| France (SNEP)                           | 1                        |
| Allemagne (Media Control AG)            | 10                       |
| Grèce (Billboard)                       | 1                        |
| Hongrie (Rádiós Top 40)                 | 1                        |
| Irlande (IRMA)                          | 1                        |
| Italie (FIMI)                           | 4                        |
| Japon (Hot 100)                         | 52                       |
| Luxembourg                              | 3                        |
| Pays-Bas (Nederlandse Top 40)           | 5                        |
| Nouvelle-Zélande (RMNZ)                 | 1                        |
| Norvège (VG-lista)                      | 20                       |
| Portugal (AFP)                          | 1                        |
| Écosse (OCC)                            | 1                        |
| Slovaquie (IFPI Rádio)                  | 52                       |
| Slovaquie (IFPI Singles Digitál)        | 1                        |
| Afrique du Sud (EMA)                    | 10                       |
| Espagne (PROMUSICAE)                    | 2                        |
| Suède (Sverigetopplistan)               | 6                        |
| Suisse (Schweizer Hitparade)            | 2                        |
| Royaume-Uni (UK Singles Chart)          | 1                        |
| États-Unis (Hot 100)                    | 3                        |
| États-Unis (Pop Airplay)                | 20                       |